# オリヴァ条約
オリヴァ条約（オリヴァじょうやく、英語: Peace of OlivaまたはTreaty of Oliva、ポーランド語: Pokój Oliwski、スウェーデン語: Freden i Oliva、ドイツ語: Vertrag von Oliva）は、1660年4月23日（ユリウス暦）/5月3日（グレゴリオ暦）に締結された、第二次北方戦争の講和条約の1つ。

## 概要
条約は王領プロイセンのオリヴァにて、スウェーデン、ポーランド＝リトアニア共和国、ハプスブルク家（オーストリア）、ブランデンブルク＝プロイセンの間で締結された。
スウェーデンはスウェーデン領リヴォニアへの主権を、ブランデンブルクはプロイセン公国への主権を認められ、ポーランド王ヤン2世カジミェシュはスウェーデン王位への請求を取り下げる代わりにスウェーデン王の称号を死ぬまで保持することを認められた。
全ての占領地は戦前の主権国に返還され、リヴォニアとプロイセンにおけるカトリック信者は信仰の自由を認められた。
条約の署名者は神聖ローマ皇帝レオポルト1世、ブランデンブルク選帝侯フリードリヒ・ヴィルヘルム1世、ポーランド王ヤン2世カジミェシュだった。スウェーデン王カール11世はまだ4歳の幼児だったため、スウェーデン使節団の代表兼スウェーデン摂政のマグヌス・デ・ラ・ガーディエがカール11世に代わって署名した。

## 交渉
交渉は1659年秋にトルンで始まった。ポーランド代表は後にダンツィヒへ移動、一方スウェーデン代表はバルト海岸のソポト（ツォポット）をその基地とした。
ポーランド＝リトアニア共和国とスウェーデンは1655年からの第二次北方戦争で戦禍に巻き込まれた。両国はそれぞれの交戦国であるロシア・ツァーリ国とデンマーク＝ノルウェーとの戦闘に集中するために和平を欲した。さらに、野心的なポーランド王妃ルドヴィーカ・マリア・ゴンザーガは夫のヤン2世とポーランド議会（セイム）への絶大な影響力を発揮し、義弟でフランス出身のコンデ公ルイ2世の次期ポーランド王選出を確保しようとした。この野望にはフランス王国とその同盟国スウェーデンの同意が不可欠であった。
一方、デンマーク＝ノルウェー、ネーデルラント連邦共和国、神聖ローマ帝国、ブランデンブルク代表は常に議論を脱線させようとした。この時代の礼儀作法が煩雑さも彼らの戦術を助けた。結局、交渉が正式に始めたのは数か月後の1660年1月7日（ユリウス暦）だった。その後もポーランドとスウェーデンの間で交換された文書の内容に不穏当な個所が多く、仲介役を務めたフランス大使ド・ランブレ（De Lumbres）はそれらを全て削らなければならなかった。
グニェズノ大司教率いるポーランド代表団は戦争を継続させて消耗したスウェーデン軍をリヴォニアから追い出そうとした。デンマーク代表はポーランドと共同でスウェーデンとの和約を締結しようとしたが、ポーランドは敗勢のデンマークと運命を共にしたくなかった。オーストリアは戦争を継続させてスウェーデンをドイツから追い出そうとするためにポーランドへの援軍を承諾したが、本当の目的は別にあるのではないかと疑われ、ポーランドのセイムは難色を示した。ブランデンブルク選帝侯フリードリヒ・ヴィルヘルム1世もスウェーデン領ポンメルンを征服すべく戦争を継続しようとし、ポーランドに援助を提供した。
フランスのジュール・マザラン枢機卿は伝統的な敵国であるオーストリアとスペインへの牽制としてスウェーデンのドイツにおける領土を維持しようとした。また戦争が継続することでオーストリアのドイツとポーランドにおける影響力が増すことも危惧していた。オーストリアとブランデンブルクによるスウェーデン領ポンメルン侵攻はヴェストファーレン条約違反とみなされた。フランスにはそれを告訴する義務があったため、1660年2月までにスウェーデンとブランデンブルクの間で条約が締結されなければ援軍3万をスウェーデンに提供すると脅した。

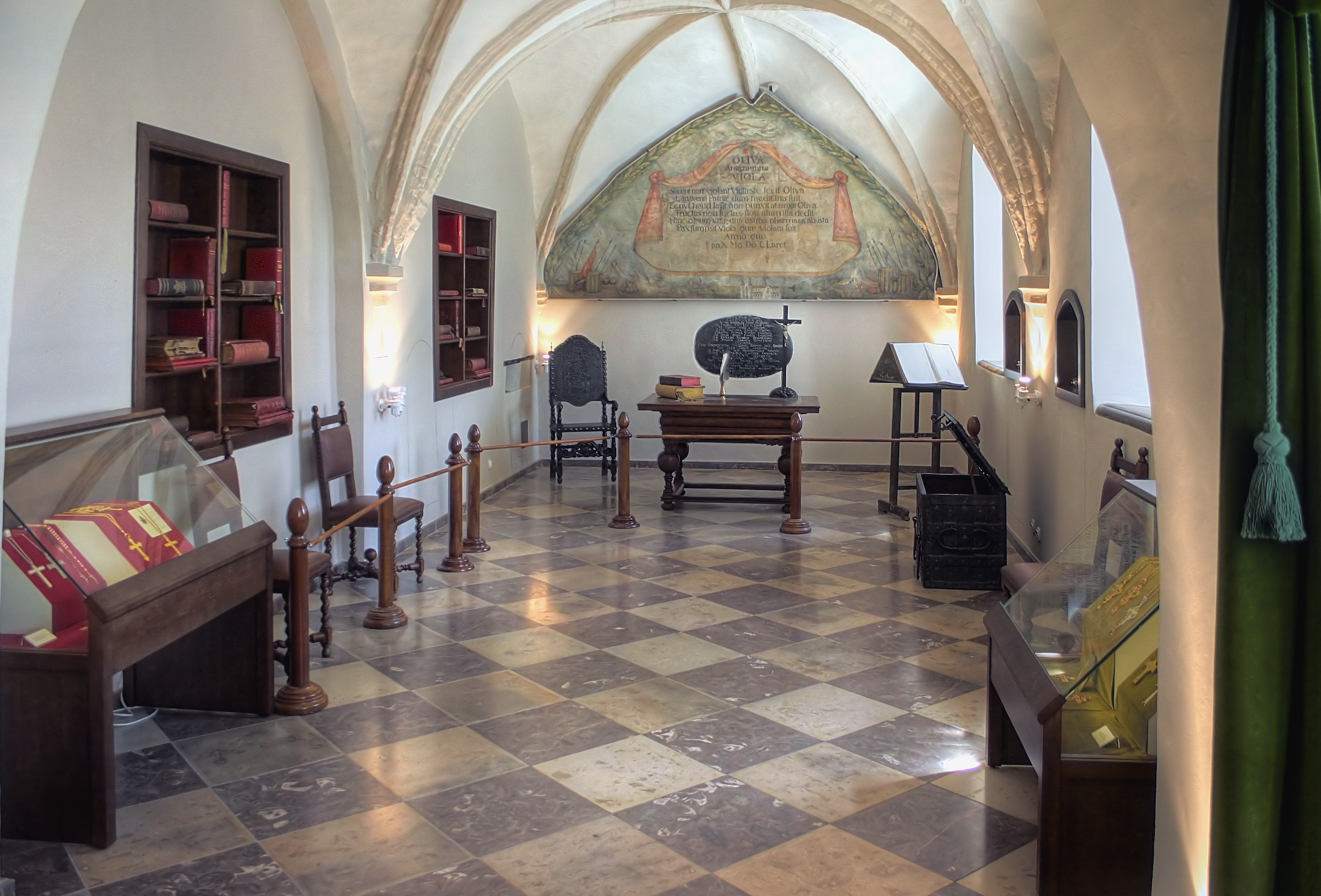
条約が締結されたオリヴァ修道院の部屋、2010年撮影。

スウェーデン王カール10世の死の報せがポーランドに届くと、オーストリアとブランデンブルクは要求を釣り上げた。しかし、フランスによるスウェーデンへの援助を憂慮したこともあり、ポーランドは譲歩した。結局、条約は1660年4月23日（ユリウス暦）にオリヴァ修道院で締結された。

## 内容
条約により、ポーランド王ヤン2世カジミェシュは父ジグムント3世ヴァザが1599年に失ったスウェーデン王位への請求を取り下げた。ポーランドはまたリヴォニアをスウェーデンに割譲し、1620年代以降スウェーデンの支配下にあるリガ市もスウェーデンに正式に割譲した。条約は1598年から1599年の反シギスムント戦争、1600年から1629年のスウェーデン・ポーランド戦争、1655年から1660年の第二次北方戦争での長きにわたる両国の争いを終結させた。
ホーエンツォレルン家のブランデンブルク選帝侯のプロイセン公国への独立した主権が認められ、プロイセンのポーランド封土時代に終止符を打った。ただし、プロイセンにおけるホーエンツォレルン朝が断絶した場合にはポーランド領に戻るとされた。条約はブランデンブルクの外交官クリストフ・カスパール・フォン・ブルーメンタールの初仕事であった。
オリヴァ条約、同年のコペンハーゲン条約そして1661年のカディス条約はスウェーデン・バルト帝国の頂点を象徴した。